# فرد فقير
فرد فقير (1720-1790) شاعر ومتصوف من غجرات في البنجاب. ألف کسب نامہ بفندگاں في حال أهل الحرف وباراں ماہا اتے وسیہرفی. ونسب إليه كتاب روشن دل الشهير لكن بعض العلماء يرون أنه من مؤلفات مولوي عبد الله.